# Libystica crenata
Libystica crenata là một loài bướm đêm trong họ Noctuidae.